# ورزشگاه خوزه زوریلا

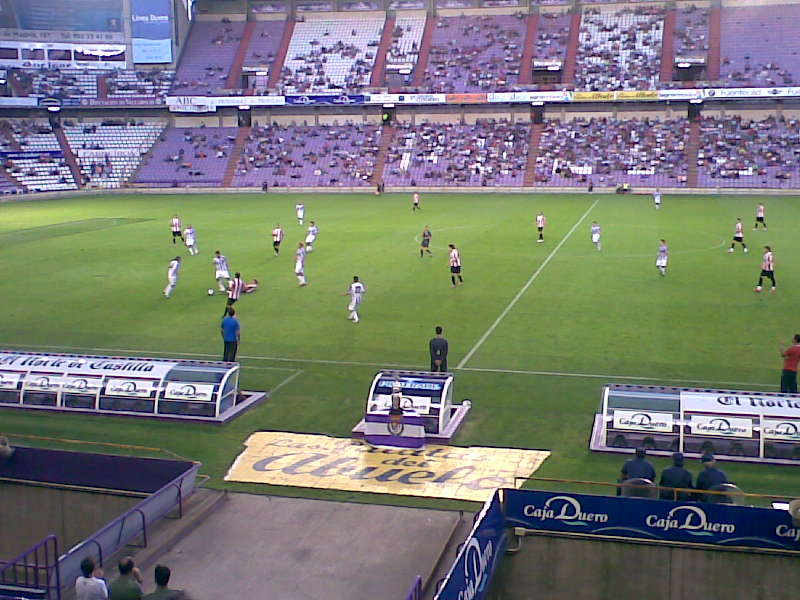
نمایی از بازیی‌ای در این ورزشگاه.

ورزشگاه خوزه زوریلا (به اسپانیایی: Estadio José Zorrilla) با ظرفیت ۲۶٬۵۱۲ نفر یکی از ورزشگاه‌های فوتبال کشور اسپانیا است که در شهر والادولید ایالت کاستیا و لئون واقع شده‌است. این ورزشگاه در سال ۱۹۸۲ بازگشایی شد و در حال حاضر بازی‌های خانگی رئال وایادولید در آن برگزار می‌گردد.